# 卡尔斯鲁厄理工学院
卡尔斯鲁厄理工学院（德語：Karlsruher Institut für Technologie，英语：Karlsruhe Institute of Technology，缩写为）是位于德国巴登符腾堡州的大学，也是德国国家级的大型研究中心，拥有约9,000多名雇员以及约25,000名学生。卡尔斯鲁厄理工学院是由原卡尔斯鲁厄大学和原卡尔斯鲁厄研究中心合并而成。卡尔斯鲁厄大学创建于1825年，是德国历史最悠久的理工大学，是继巴黎综合理工学院（1794年）、布拉格捷克理工大学（1806年）和維也納工業大學（1815年）之后的欧洲第四所理工大学。卡尔斯鲁厄研究中心前身是德国的核物理研究中心，随着德国退出核能的步伐，如今的科研领域主要集中在核子物理、纳米技术、微系统、气候、环境、新能源等方面，属于国家级的大型研究中心，隶属于德国亥姆霍兹联合会旗下，拥有雇员3800人。
KIT是德国理工大学九校联盟成员之一。2006年，KIT同慕尼黑大学以及慕尼黑工业大学一起入选为首轮第一批德国精英大学。

## 校史

### 原卡尔斯鲁厄大学历史
卡尔斯鲁厄大学创建时是一所综合理工大学校（Polytechnikum），是由巴登的路德维希大公爵于1825年10月7日，参考巴黎综合理工大学校（École Polytechnique）的样式创建而成。
1865年，弗里德里希一世大公爵将综合理工大学校升级为理工大学，1902年起大学另名Fridericiana。
1888年，海因里希·鲁道夫·赫兹在赫兹讲演厅证明了电磁波的存在，现在赫兹演讲厅仍然存在并被使用。
1900年，拥有了博士学位授予权。
1904年，成为德国第一所录取女性就读正规学业的大学。
1967年，根据巴登符腾堡州法律，更名为Universität Karlsruhe（TH）“卡尔斯鲁厄大学”，根据州议会的建议，在校名后保留（TH）的附加字样，以此强调自己理工大学的身份。TH即Technische Hochschule（工学院）的缩写，这在德国大学中是独一无二的。
1969年，德国第一所培养计算机专业硕士生的大学。
1972年，成立德国第一个计算机系。
为了强调在科研领域的优势，2005年7月起在校名中增加“研究型大学”（Forschungsuniversität）的附加字样。
1984年8月2日，德国的第一封电子邮件在卡尔斯鲁厄大学被接收。
自1994年1月起的三年，卡尔斯鲁厄大学负责管理和注册.de域名，技术支持一直持续到1999年。
2006年，卡尔斯鲁厄大学启用24小时全天候图书馆。
2006年4月11日，卡尔斯鲁厄大学与卡尔斯鲁厄科研中心（Forschungszentrum Karlsruhe （页面存档备份，存于））签订合同，成立卡尔斯鲁厄理工学院。

### 原卡尔斯鲁厄研究中心历史
卡尔斯鲁厄研究中心1956年作为反应堆运营公司被建立，随后更名为卡尔斯鲁厄核研究中心。最初的研究领域集中在核能，德国的核反应堆Forschungsreaktor 2和der Brutreaktor-Prototyp KNK在这里被建造并运营。伴随着德国退出核能的步伐，研究中心成为集合成科技，环境科学，能源以及物理学基础研究为主要任务的综合研究中心，并更名为卡尔斯鲁厄研究中心，从2002年归属于亥姆霍兹联合会旗下。

### 卡尔斯鲁厄理工学院历史
2004年1月，联邦精英倡议计划启动，主管研究的卡尔斯鲁厄大学副校长迪特莱夫·吕有了这样一个想法，两家机构距离很近，并且在设施配备上极为相似，可以合并在一起，同时通过精英倡议计划每年可以额外得到最多五千万欧元的资助。
2005年七月关于卡尔斯鲁厄大学和亥姆霍兹联合会旗下的卡尔斯鲁厄研究中心合并的基本材料被送往联邦改革委员会，其后开始了参与精英倡议计划的准备，在这份计划书里远期计划卡尔斯鲁厄理工学院成为两家机构的目标。在2006年1月卡尔斯鲁大学向德意志研究协会DFG和和科学理事会提交完整的精英倡议计划报告。在这份报告里还包括对就近的弗劳恩霍夫协会的ISI和IITB研究所的合并，但是由于太过复杂对这两个研究所的合并被否决。
在2006年4月11日，关于建立卡尔斯鲁厄理工学院的合同由卡尔斯鲁厄大学的黑普勒Horst Hippler和埃斯特曼 Dieter Ertman以及卡尔斯鲁厄研究中心的珀普Manfred Popp和雷托Sigurd Lettow签署。
2006年4月25日，关于KIT的新闻发布会召开。自2006年7月1日起，两个机构在共同的信纸上使用KIT标记。
双方研究所的合作开始于2006年7月1日。
2006年10月13日，第一轮的精英倡议计划公布，卡尔斯鲁厄理工学院，慕尼黑大学以及慕尼黑工业大学胜出。
一份属于内部协议的KIT成立合同最终在2007年12月13日被签署，在这份文件裡两个机构有义务继续推动这份合并计划，直到两个机构的完全合并，2008年2月相关的庆祝活动在卡尔斯鲁厄的会议中心举行，联邦及州的教育部长也出席了此次庆祝活动。
2009年7月8日，巴登符腾堡州州议会通过了KIT合并法案。
2009年10月1日，合并法案正式生效，KIT成为了一个法律实体，既是一所大学同时又是一所亥姆霍兹联合会旗下的大型研究机构。KIT的名称的来源参考了麻省理工学院 Massachusetts Institute of Technology (MIT)。
2025年，学校举行200周年校庆系列活动。

## 地理划分
学校校区及相关机构主要位于卡尔斯鲁厄及其周边，包括东西南北四个校区、位于加尔米施-帕滕基兴的阿尔卑斯校区（Campus Alpin）、位于乌尔姆的乌尔姆亥姆霍兹研究所及位于德累斯顿的办事机构。

### 南校区
前身为卡尔斯鲁厄大学，位于卡尔斯鲁厄市中心，卡尔斯鲁厄宫及卡尔斯鲁厄体育俱乐部KSC主场Wildparkstation附近。南校区面积约550000㎡，有大报告厅Audimax、赫兹报告厅Hertz Hörsaal、老体育场及各学院大楼，主要承担教学任务。

### 北校区
前身为卡尔斯鲁厄研究中心，位于城市北郊的哈德瓦尔德，面积约2km²。校区内有大量理工科研究所及先进设施，主要承担科研任务。

### 东校区及西校区
位于卡尔斯鲁厄城市东西两侧，面积较小。

### 阿尔卑斯校区
位于巴伐利亚州的加尔米施-帕滕基兴，主要为气象与气候研究及大气环境研究所（IMKIFU） （页面存档备份，存于）

### 乌尔姆亥姆霍兹研究所（HIU）

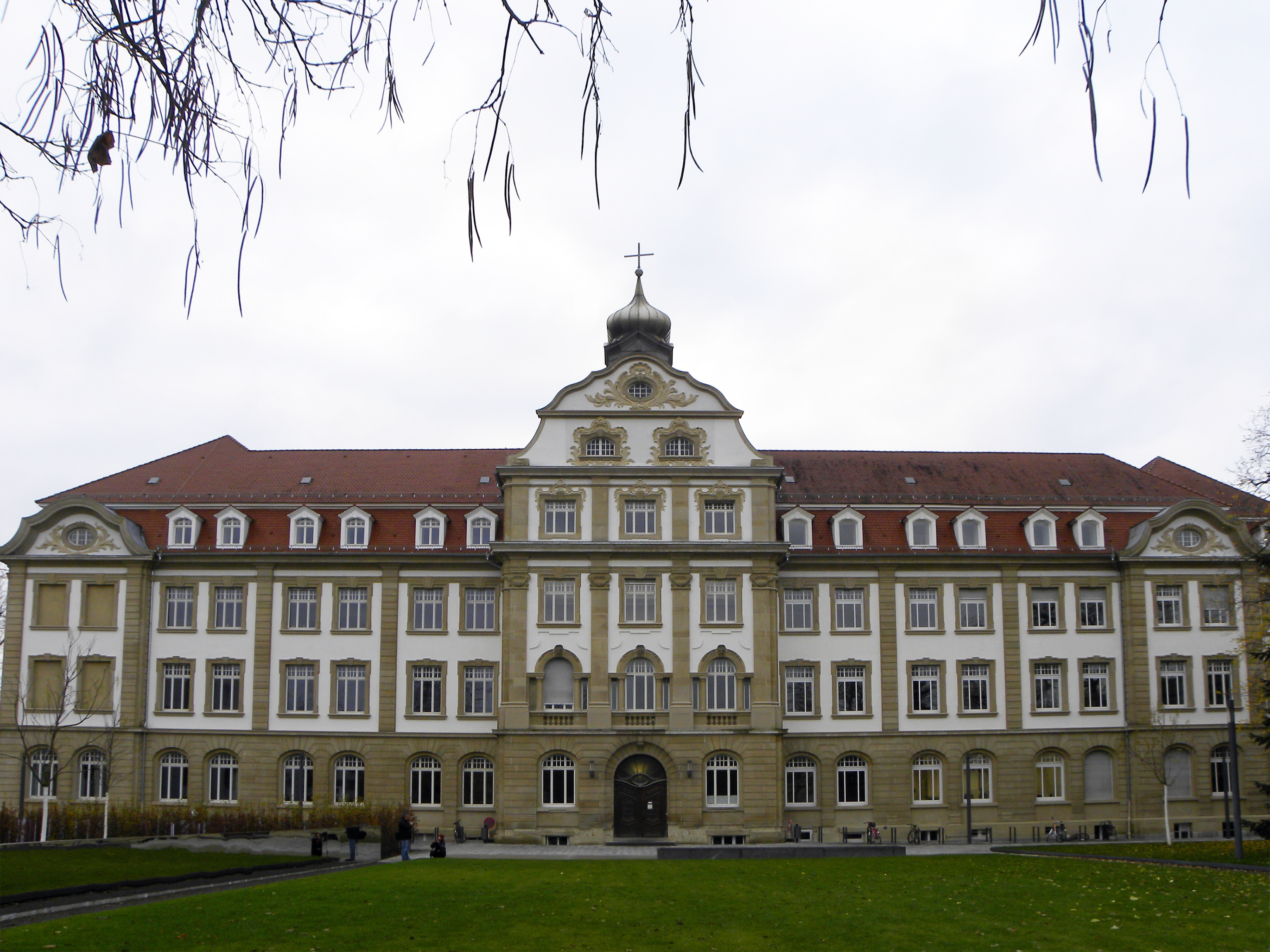
南校区

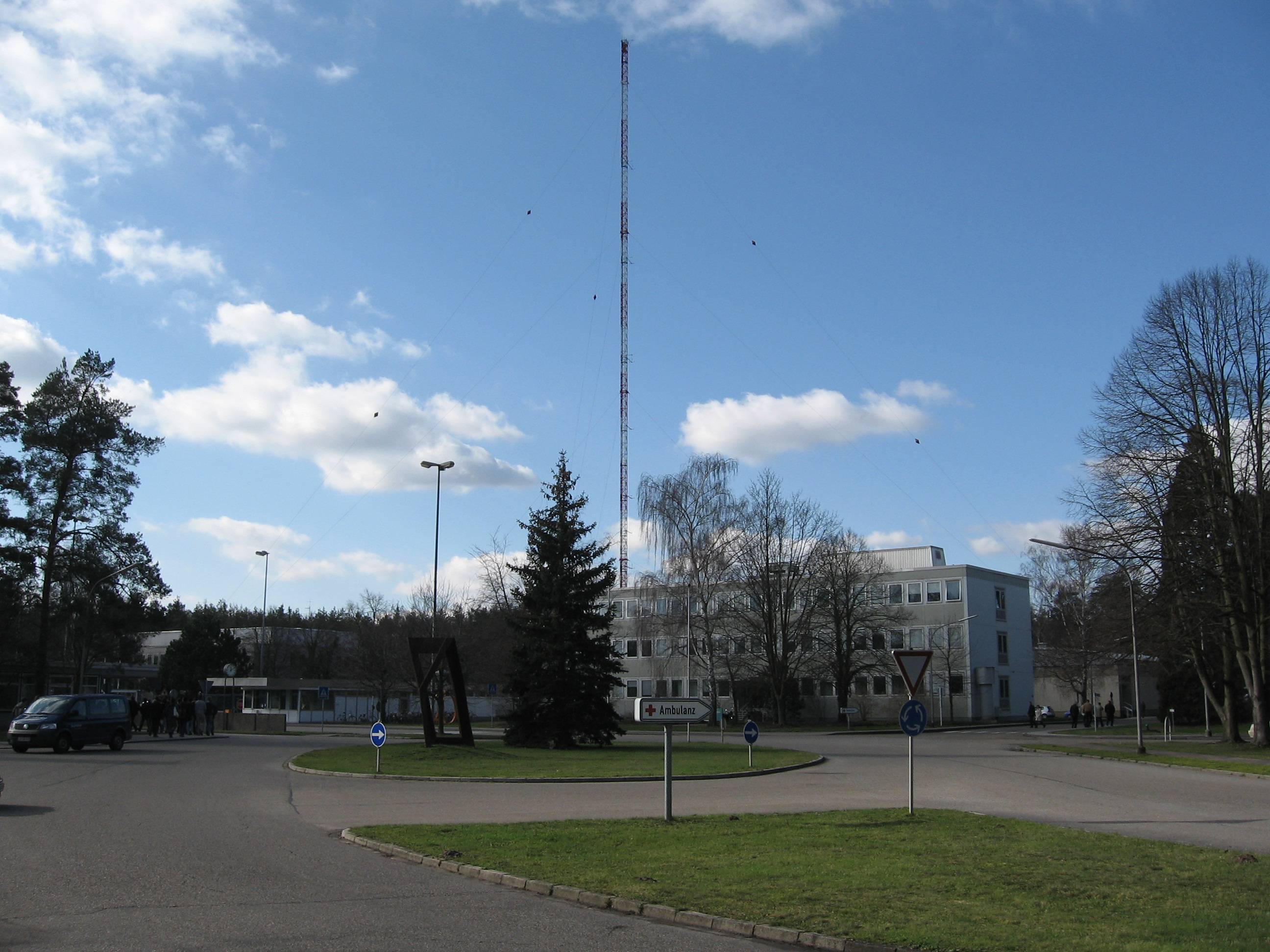
北校区

位于巴登-符腾堡州乌尔姆，由卡尔斯鲁厄理工学院创立。研究所与乌尔姆大学、德国航空航天中心（DLR）、巴登-符腾堡州太阳能与氢研究中心（ZSW）合作，主要承担可再生能源相关研究。 （页面存档备份，存于）

## 行政架构

### 院系（页面存档备份，存于）
卡尔斯鲁厄理工学院拥有11个學院，约121个研究所。
- Architecture (建筑系) （页面存档备份，存于）
- Civil Engineering, Geo- and Environmental Sciences (土木工程，地质和环境科学系) （页面存档备份，存于）
- Chemistry and Biosciences(化学和生命科学系) （页面存档备份，存于）
- Chemical and Process Engineering (化学和过程工程系) （页面存档备份，存于）
- Electrical Engineering and Information Technology (电子与信息技术系) （页面存档备份，存于）
- Humanities and Social Sciences (人文和社会学系) （页面存档备份，存于）
- Informatics (信息学系) （页面存档备份，存于）
- Mechanical Engineering (机械工程系) （页面存档备份，存于）
- Mathematics (数学系) （页面存档备份，存于）
- Physics (物理系) （页面存档备份，存于）
- Economics and Management (经济和管理系) （页面存档备份，存于）

## 学术概论

### 理念
“教学（Lehre），科研（Forschung），革新（Innovation）”是卡尔斯鲁厄理工学院的理念。

### 声望
卡尔斯鲁厄理工学院與慕尼黑大学，慕尼黑工业大学一起于2006年10月成为德国首批精英大学。
在2019年7月揭晓的第三轮卓越计划评选中，再次获得了“精英大学”的称号。
在2024年QS世界大学排名中，卡尔斯鲁厄理工学院位列第102名

### 图书馆
KIT图书馆主要服務学生，科技工作者及其它人群。拥有100万册书籍以及2500种杂志, 主要藏書在自然、工程学、建筑、计算机、数学以及经济工程領域。图书馆自2006年起成为24小时全天候图书馆。
除KIT中心图书馆之外，各院系以及研究所也拥有自己的图书馆。

### 计算中心
Scientific Centre for Computing (SCC) （页面存档备份，存于）由原卡尔斯鲁厄大学计算中心及卡尔斯鲁厄研究中心计算中心合并而成。Scientific计算中心已并入联邦研究网，以及州研究网。
中心曾用名为Steinbuch  Centre of Computing (SCC)，因Steinbuch的右翼极端主义政治立场而被更名。

### 核反应堆
自1961年到1991年共有六座核反应堆在卡尔斯鲁厄研究中心投入运营。
| 名称                                                      | 缩写     | 运营时间       | 结束时间       | therm. Leistung | 描述                                                     |
| --------------------------------------------------------- | -------- | -------------- | -------------- | --------------- | -------------------------------------------------------- |
| Forschungsreaktor 2                                       | FR-2     | 1961年3月7日   | 1981年12月21日 | 44 MW           | Schwerwassermoderiert                                    |
| Schnell-Thermischer Argonaut-Reaktor Karlsruhe            | STARK    | 1963年1月11日  | 1976年3月      | 10 Watt         | Forschungsreaktor                                        |
| Siemens Unterrichtsreaktor Karlsruhe                      | SUR-KA   | 1966年3月7日   | 1996年9月      | 0,1 Watt        | sog. fest-homogene Bauweise                              |
| Schnelle Nullenergie-Anordnung Karlsruhe                  | SNEAK    | 1966年12月15日 | 1985年11月     | 1 kW            | Nullleistungsreaktor für Brutreaktorentwicklung          |
| Mehrzweckforschungsreaktor Karlsruhe                      | MZFR     | 1966年12月19日 | 1984年3月3日   | 170 MW          | Kraftwerk mit Schwerwasserreaktor in Druckröhrenbauweise |
| Kompakte Natriumgekühlte Kernreaktoranlage Karlsruhe I/II | KNK I/II | 1971年8月20日  | 1991年8月23日  | 60 MW           | Kraftwerk mit Prototyp-Brutreaktor, natriumgekühlt       |

### 同步辐射装置
Accelerator Test Facility and Synchrotron Radiation Source (anka) （页面存档备份，存于）。

### 其他
在卡尔斯鲁厄理工学院矗立着一座200米高的气象学测试塔。它属于联邦德国最高的建筑物之一。
核物理所参与了世界最大的测量超高能射线的测量。
为测定反电中微子质量，卡尔斯鲁厄氚中微子实验由卡尔斯鲁厄理工学院主导进行。

## 人物

### 诺贝尔奖获得者
- 卡尔·布劳恩（Karl Ferdinand Braun），1883年至1885年任卡尔斯鲁厄大学物理学教授。因“发明和改进无线电报”，与古列尔莫·马可尼共同获得1909年诺贝尔物理学奖。
- 弗里茨·哈伯（Fritz Haber），因“对单质合成氨的研究”，获得1918年诺贝尔化学奖。
- 拉沃斯拉夫·鲁日奇卡（Lavoslav Ružicka）因“对聚亚甲基和高萜烯的研究”，获得1939年诺贝尔化学奖。
- 赫尔曼·施陶丁格（Hermann Staudinger），因“对高分子研究以及确立高分子概念”，获得1953年诺贝尔化学奖。
- 让-马里·莱恩（Jean-Marie Lehn），法国化学家，卡尔斯鲁厄理工学院纳米研究所所长。因在分子的研究和应用方面的新贡献和美国科学家克拉姆，佩德森共获1987年诺贝尔化学奖。

### 著名教授

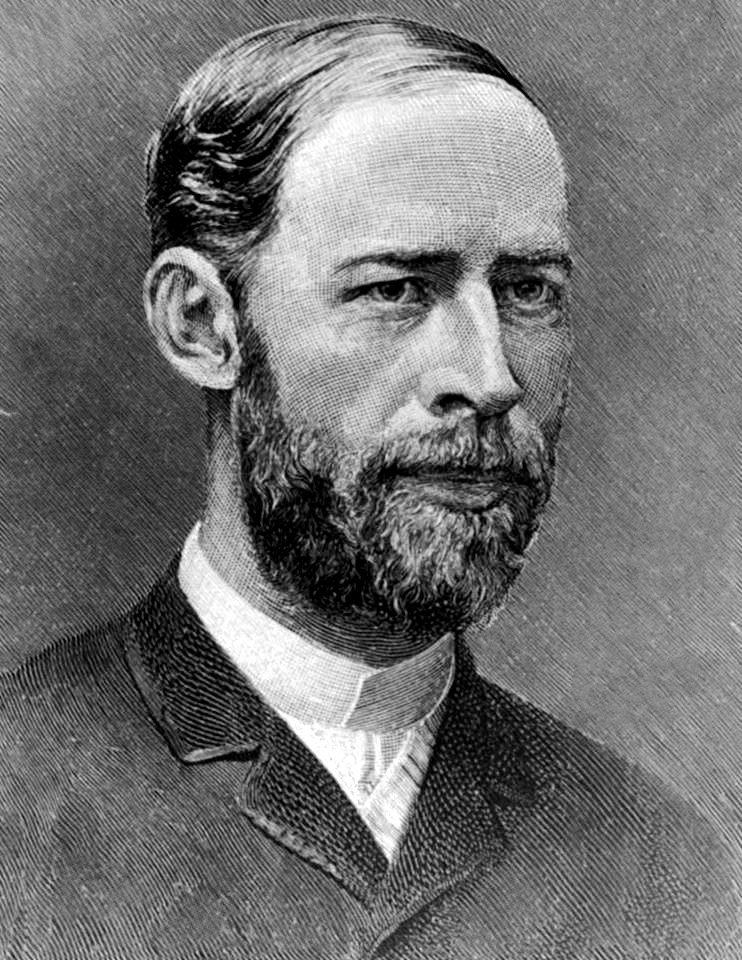
海因里希·赫兹在卡尔斯鲁厄大学通过实验证明了电磁波的存在。

- 海因里希·赫兹（Heinrich Rudolf Hertz，1857年2月22日—1894年1月1日），1885年至1889年任卡尔斯鲁厄大学物理学教授。德国物理学家，电磁波的发现者。1886年至1889年，他在卡尔斯鲁厄大学发现了电磁波的存在。
- 奥托·雷曼（Otto Lehmann，1855年1月13日—1922年6月17日），1889年至1922年任卡尔斯鲁厄大学物理学教授，1900年至1901年曾任校长。德国物理学家，液晶研究的先驱。1912年起曾多次被提名诺贝尔奖。

### 著名校友

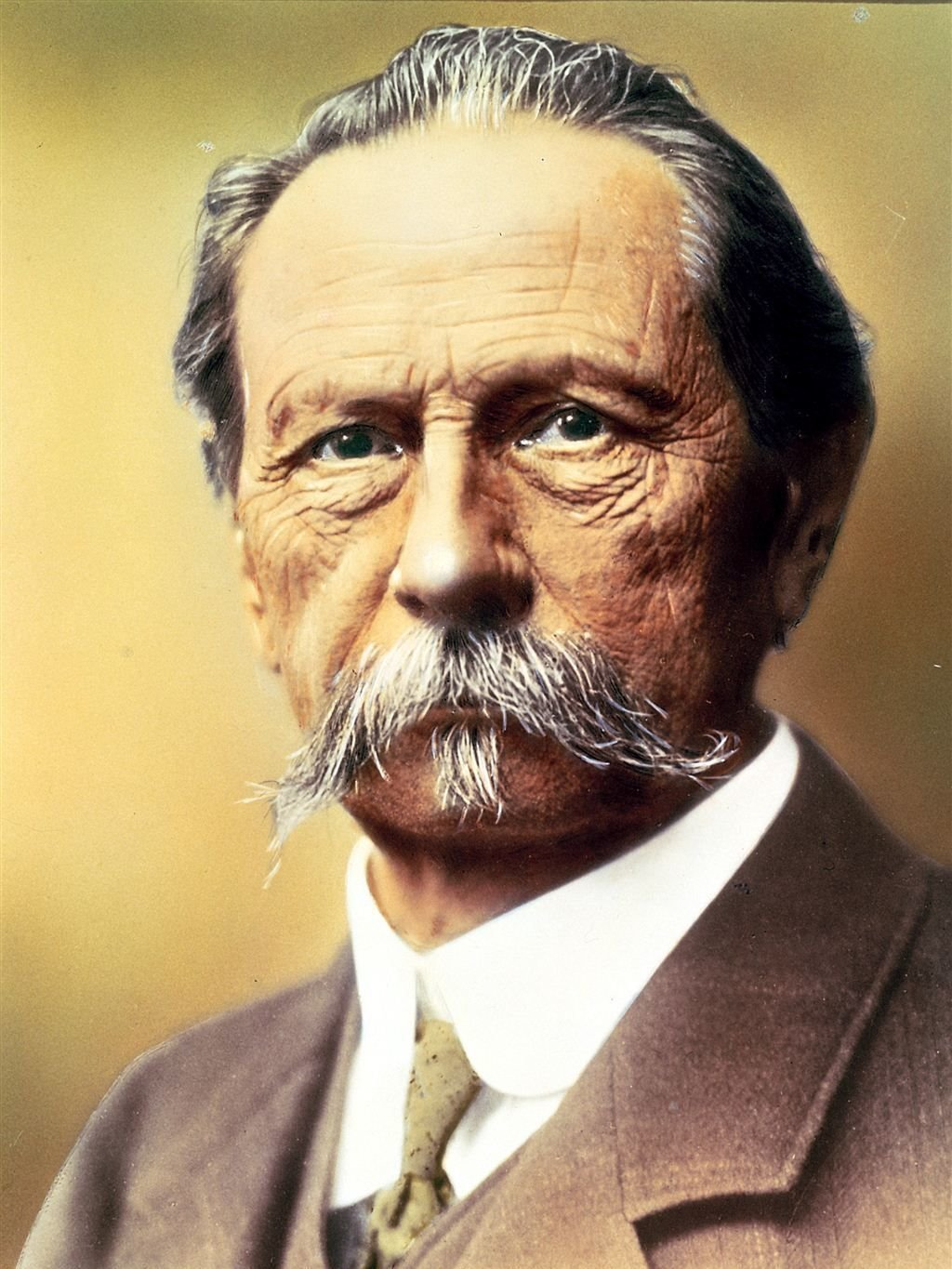
卡尔·本茨毕业于卡尔斯鲁厄大学（1861-1864）。

- 卡尔·本茨，德国工程师，汽车工业的先驱。他于1860年至1864年就读卡尔斯鲁厄大学，1885年他制造了第一辆汽车，1914年卡尔斯鲁厄大学授予他荣誉博士头衔。
- 罗兰·马克，德国企业家。他于1969年至1974年就读卡尔斯鲁厄大学机械系，1975年他建立了德国最大的主题公园之一“欧洲乐园”。
- 埃米尔·冯·斯科达（德语：Emil von Škoda），德国企业家。
- 弗兰茨·吕罗（德语：Franz_Reuleaux），德国机械科学家，被称为运动学之父。
- 奥古斯特·蒂森（德语：August Thyssen），德国工业家，世界500强之一的蒂森克虏伯股份公司的创始人。
- 迪特·采彻（德语：Dieter Zetsche），1971年至1976年就读于卡尔斯鲁厄大学电子信息系，自2006年1月起担任前戴姆勒-克莱斯勒集团董事局主席。
- 哈索·普拉特纳，世界最大商用软件生产商SAP集团创始人之一，2003年以前是董事局主席，现在任职于监视会。
- 迪特马·霍普，世界最大商用软件生产商SAP集团创始人之一，于1988年至1998年任职董事局主席，2003年以前任职监视会主席。
- 克劳斯·奇拉（德语：Klaus Tschira），世界最大商用软件生产商SAP集团创始人之一，卡尔斯鲁厄大学物理系毕业。
- 弗里茨-鲁道夫·君驰（德语：Fritz-Rudolf Güntsch），德国计算机先驱之一，卡尔斯鲁厄大学物理系毕业，发明了虛擬記憶體技术。
- 弗朗茨·费伦巴赫（德语：Franz Fehrenbach），世界最大汽车零部件生产商博世公司主席，卡尔斯鲁厄大学经济工程系毕业。
- 施特凡·宽特（德语：Stefan Quandt），BMW集团董事之一，经济工程系毕业。
- 愛德華·泰勒，出生于匈牙利的美国理论物理学家，有“氢弹之父”的称号。
- 卡斯滕·施波尔，德国汉莎航空集团董事局主席。
- 胡伯特·里普海尔（德语：Hubert Liebherr），德国利勃海尔股份有限公司创始人。
- Günther Laukien，在1960年担任德国卡爾斯魯爾大学实验物理学教授，创建布鲁克分析仪器公司。

### 历任校长（合并以来）
- 2009至2012年：Horst Hippler与Eberhard Umbach
- 2012至2013年：Eberhard Umbach
- 2013至2023年：Holger Hanselka
- 2023至2024年：Oliver Kraft（暂任）
- 2024年至今：Jan Hesthaven

### 引用
1. 1 2 3 4 5  http://www.kit.edu/downloads/jahresbericht_2015_de.pdf （页面存档备份，存于） Jahresbericht 2015
2. ↑  Autor. . www.200jahre.kit.edu. 2025-01-31  [2025-02-06]. （原始内容存档于2025-03-19） （de-de）.
3. ↑  Weiss, Ulrich. . www.kit.edu. 2020-09-15  [2020-10-13]. （原始内容存档于2020-11-21） （英国英语）.
4. ↑  Weiss, Ulrich. . www.kit.edu. 2020-09-15  [2020-10-13]. （原始内容存档于2020-12-08） （英国英语）.
5. ↑  . Exzellenz. Karlsruher Institut für Technologie.   [2025-02-06]. （原始内容存档于2025-03-12）.
6. ↑  . University Rankings. Karlsruher Institut für Technologie.   [2025-02-06].
7. ↑  KIT-Bibliothek, Webredaktion der. . www.bibliothek.kit.edu. 2025-08-01  [2025-02-06]. （原始内容存档于2025-03-21） （de-de）.
8. ↑  KIT-Webmaster (LB). . www.scc.kit.edu. 2024-01-25  [2025-05-11] （美国英语）.